# Seth Ward, Texas
Seth Ward là một nơi ấn định cho điều tra dân số (CDP) thuộc quận Hale, tiểu bang Texas, Hoa Kỳ. Năm 2010, dân số của nơi này là 2025 người.

## Dân số
- Dân số năm 2000: 1926 người.
- Dân số năm 2010: 2025 người.